# Maik Franz
Maik Franz (Merseburg, 5 augustus 1981) is een Duits betaald voetballer die bij voorkeur als verdediger speelt. 
Hij tekende in juni 2011 een driejarig contract bij Hertha BSC, dat hem overnam van het op dat moment net gedegradeerde Eintracht Frankfurt. Op 12 februari 2002 debuteerde hij tegen Noord-Ierland in de Duitse nationale selectie onder 21.

## Cluboverzicht
| Seizoen  | Club                | Competitie    | Wedstrijden | Doelpunten |
| -------- | ------------------- | ------------- | ----------- | ---------- |
| 2001-'02 | VfL Wolfsburg       | Bundesliga    | 23          | 0          |
| 2002-'03 | VfL Wolfsburg       | Bundesliga    | 13          | 0          |
| 2003-'04 | VfL Wolfsburg       | Bundesliga    | 23          | 2          |
| 2004-'05 | VfL Wolfsburg       | Bundesliga    | 16          | 0          |
| 2005-'06 | VfL Wolfsburg       | Bundesliga    | 16          | 0          |
| 2006-'07 | Karlsruher SC       | 2. Bundesliga | 31          | 2          |
| 2007-'08 | Karlsruher SC       | Bundesliga    | 29          | 2          |
| 2008-'09 | Karlsruher SC       | Bundesliga    | 15          | 2          |
| 2009-'10 | Eintracht Frankfurt | Bundesliga    | 27          | 6          |
| 2010-'11 | Eintracht Frankfurt | Bundesliga    | 9           | 0          |
| 2011-'12 | Hertha BSC          | Bundesliga    | 2           | 0          |

Bijgewerkt tot 13 augustus 2011

## Erelijst
Karlsruher SC
- 2. Bundesliga

2007
 Hertha BSC
- 2. Bundesliga

2013